# سلطان إبراهيموف
سلطان إبراهيموف (بالروسية: Ибрагимов, Султан-Ахмед Магомедсалихович) مواليد 8 مارس 1975 في داغستان، الجمهورية الروسية السوفيتية الاتحادية الاشتراكية هو ملاكم روسي سابق صنّف ضمن فئة الوزن الثقيل بدأ مسيرته الاحترافية سنة 2002. حقق بطولة منظمة الملاكمة العالمية. سبق أن شارك في دورة الألعاب الأولمبية الصيفية. كان خصمه في نزاله الأخير هو فلاديمير كليتشكو حيث خسر أمامه. أعلن اعتزاله الملاكمة في سنة 2009.

## إحصائيات
خاض خلال مسيرته 24 نزالا، فاز في 22 وتعادل في 1 وخسر في 1. فاز بالضربة القاضية في 18 نزالا.

## الميداليات
| الميدالية | المسابقة                       |
| --------- | ------------------------------ |
| فضية      | الألعاب الأولمبية الصيفية 2000 |

## روابط خارجية
- سلطان إبراهيموف على موقع بوكس ريك (الإنجليزية) (registration required)
- سلطان إبراهيموف على موقع أوليمبيديا (الإنجليزية)